# Шиль, Морис
Морис Шиль (фр. Maurice Schilles; 25 февраля 1888, Пюто — 22 декабря 1950, Сюрен) — французский велогонщик, чемпион и серебряный призёр летних Олимпийских игр 1908.
На Играх 1908 в Лондоне Шиль соревновался в пяти дисциплинах. Он стал чемпионом в тандеме вместе с Андре Офре и серебряным призёром в гонке на 5000 м. Также, он остановился на первых раундах в заезде на 660 ярдов и командной гонке преследования, а в спринте он дошёл до финала, но гонка была отменена из-за превышения лимита времени.
На чемпионате мира 1924 года Морис Шиль завоевал бронзовую медаль в спринте, а на чемпионате мира 1925 года серебряную.